# Tomás Carlos Wright
Thomas Charles Wright Montgomery (Drogheda, 26 de enero de 1800–Guayaquil, 10 de diciembre de 1868) fue un almirante naval nacido en Irlanda, padre fundador de la Armada ecuatoriana y general del ejército de Simón Bolívar . Es conocido como un destacado militarista en la lucha por la independencia de Ecuador y otros países de América del Sur.

## Infancia
Thomas Wright nació en Queensboro, Drogheda, Irlanda, el 26 de enero de 1800, hijo de Joseph Wright y Mary Montgomery. A la edad de 11 años fue enviado a la universidad de la Royal Navy en Portsmouth, en ese momento considerada como la mejor del mundo, donde estudió para convertirse en oficial.

## Carrera en la Royal Navy
Después de su formación como oficial subalterno, se embarcó a la edad de 14 años a bordo del HMS Newcastle bajo la capitanía de George Stuart. En este barco navegó a la costa este de los Estados Unidos donde participó en actividades de bloqueo en el escuadrón del almirante Borlaise Warren. En 1817 regresó a Inglaterra habiendo alcanzado el rango de oficial subalterno de guardiamarina.

## Campañas sudamericanas por la independencia

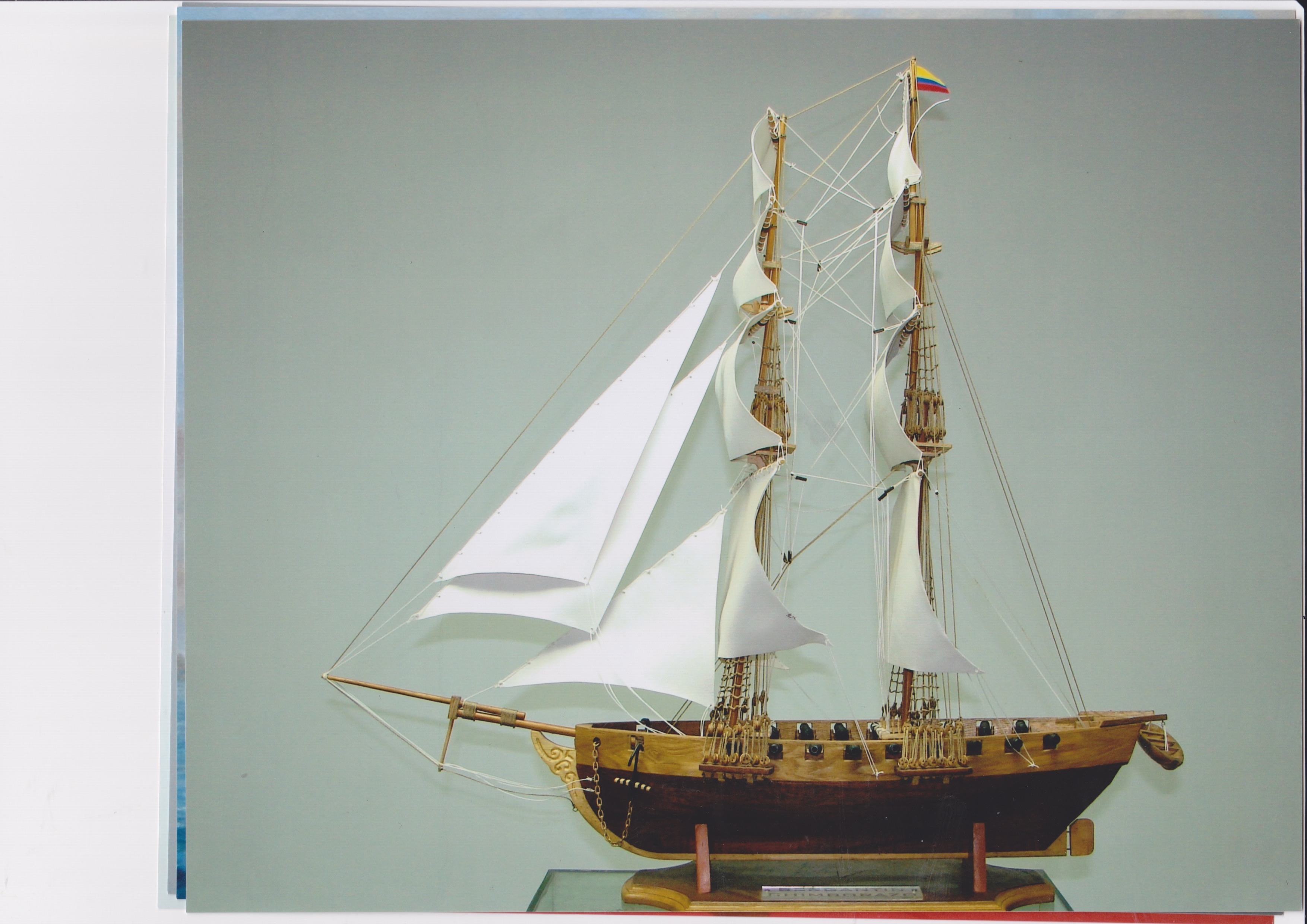
Barco comandado por Thomas Charles Wright

Con las oportunidades de promoción disminuyendo en la Royal Navy, Wright, habiendo aprobado el examen de teniente, pero aún sin una comisión, en unión con muchos jóvenes oficiales subalternos en Gran Bretaña, decidió alistarse en el ejército revolucionario de Simón Bolívar y navegando hacia América del Sur en apoyo de los levantamientos contra el dominio colonial del Imperio español. En noviembre de 1817, Wright se alistó como oficial en la Legión Británica de Simón Bolívar, bajo el patrocinio de Luis López Méndez, agente de Bolívar en Londres. Fue uno de los primeros voluntarios en alistarse. Partiendo originalmente del río Támesis en noviembre de 1817, varios inconvenientes retrasaron la salida hasta el 2 de enero de 1818 y luego, partiendo del puerto de Fowey, navegó en un bergantín llamado Dowson, bajo comandante naval Capitán Dormer, con otros 200 voluntarios armados con valiosas armas y municiones, y después de varias semanas aterrizaron en las Antillas Occidentales.
En este cuerpo de ejército de 200 hombres estaba bajo el mando del coronel Campbell, y eran conocidos como Rifles Corps. Luego, estas tropas fueron puestas bajo el mando del Coronel Pigott, Su Majestad 54th Foot. El almirante Brion llegó con su escuadrón a la Isla de Santo Tomás y Pigott y sus seguidores fueron enviados en barcos Patriot a la Isla Margarita frente a la costa de Venezuela, llegando el 21 de abril de 1818.
Fueron enviados a Guayana y luego a Angostura, comenzando la campaña en el Apure. En Angostura (actual Ciudad Bolívar) Wright conoció a Simón Bolívar, por quien desarrolló una profunda admiración. Bolívar abrió la campaña libertadora en Apure. Durante 1818-1819, una de sus primeras batallas con Wright participando comooficial estaba en Trapiche de Gamarra el 27 de marzo de 1819. Estos encuentros inspiraron a Bolívar a comenzar su Nueva Granada y la marcha 1500 millas (2414,0 km) sobre los Andes. Wright acompañó a Bolívar en la legendaria travesía en la que murió el 25% de las tropas británico-irlandesas.
Participó en toda la campaña terrestre para liberar a los países del norte de América del Sur y luchó en numerosas batallas terrestres con el ejército de Bolívar, entre ellas, Pantano De Varges el 25 de julio, la Batalla de Boyacá el 7 de agosto de 1819, Ciénega de Santa Martha el 10 de noviembre de 1820 y la Batalla de Carabobo el 24 de junio de 1821. Otras batallas incluyeron Bombona el 7 de abril de 1822 y Pasto en septiembre de 1822.
Wright jugaría un papel principal en la Batalla del Pantano de Vargas, y más tarde en la victoria en Boyacá en agosto de 1819, después de lo cual fue ascendido a capitán. En 1820 regresó con su regimiento de Rifles a los llanos costeros para hacer campaña en las selvas al este del Magdalena contra los españoles con base en Santa Marta. Luchó en la Batalla de Ciénaga el 10 de noviembre de 1820, el resultado resultó en la captura de la ciudad. El Cuerpo de Rifles fue luego transportado por mar a Maracaibo, y el 21 de junio de 1821 participó en la decisiva victoria de Simón Bolívar en Carabobo. También se tomó Cartagena y los Rifles fueron llevados en botes por el Magdalena arriba en ruta a Popayán. Formaron parte de las fuerzas dirigidas por Bolívar en la segunda de sus famosas campañas andinas. Después de la exitosa batalla de Bomboná el 7 de abril de 1822, Wright fue mencionado dos veces en el orden del día de Bolívar por su excepcional habilidad y coraje. Nuevamente fue ascendido y desde febrero de 1822 Wright fue teniente coronel interino, rango al que fue confirmado más tarde en 1823, cuando estaba sirviendo al mando del general Sucre, quien unió fuerzas con Bolívar en Ecuador.
En 1823 los Rifles fueron enviados a Perú.

## Lucha independentista y batallas navales

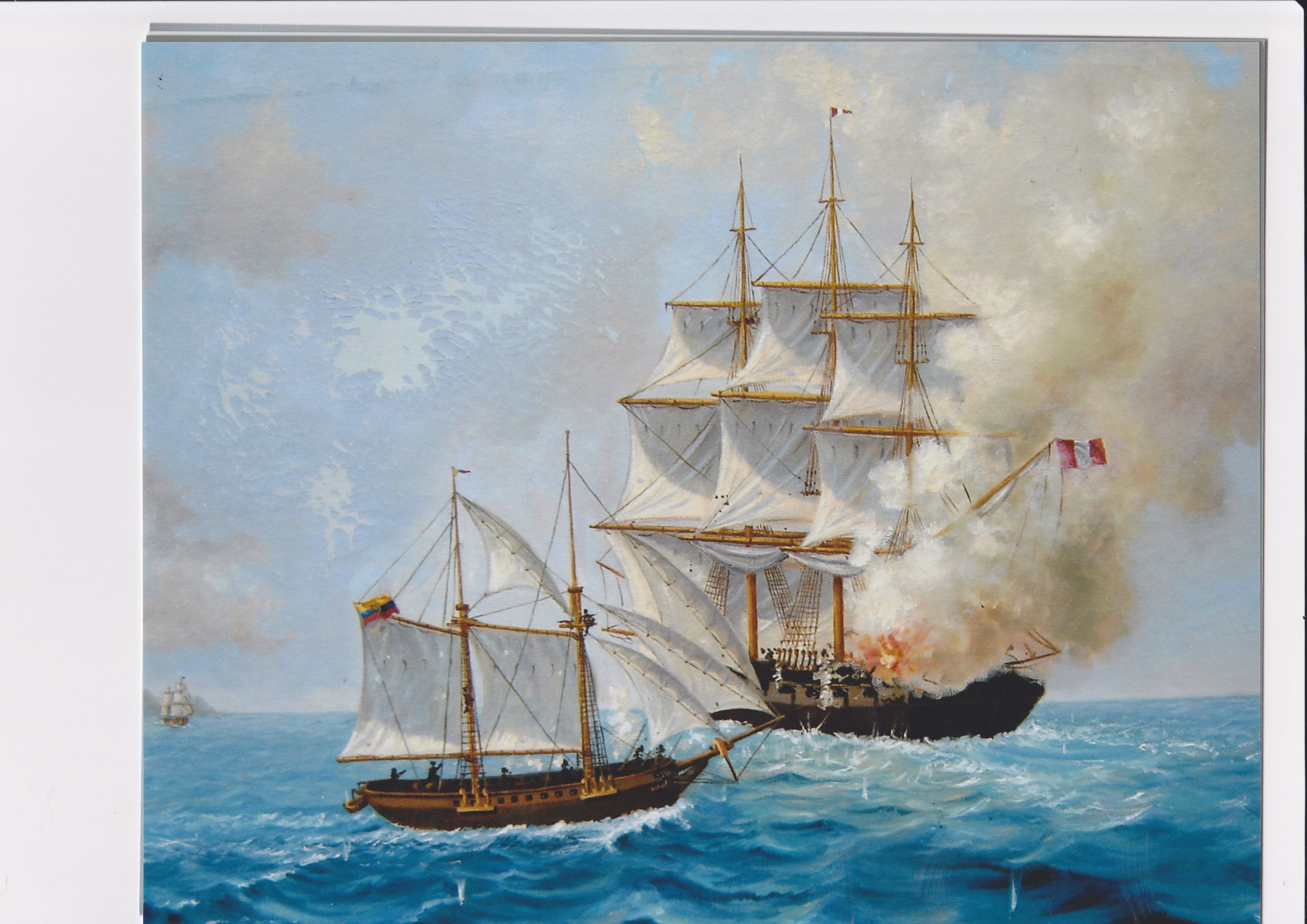
Thomas Charles Wright en acción contra un barco superior

A principios de 1824, Bolívar sabía que a pesar del éxito del Ejército Patriota en tierra, a menos que los ejércitos revolucionarios sudamericanos pudieran controlar los mares frente a sus costas, estarían para siempre bajo el bloqueo marítimo de la España imperial. El general Bolívar nombró a Wright para el nuevo escuadrón naval unido del Pacífico.
Después de que Guayaquil se independizara, un joven oficial naval británico Juan Illingworth Hunt, fue nombrado comandante general del Departamento Marítimo. Inmediatamente se ocupó de organizar todo lo concerniente a la Armada. El nuevo gobierno estaba adquiriendo algunos barcos, indispensables para el mantenimiento de la soberanía grancolombiana en el Pacífico. Así, en 1823 se formó la primera fuerza naval ecuatoriana con los siguientes buques de guerra; la goleta Guayaquileña, el bergantín Chimborazo y la corbeta Pichincha.
Wright, quien en febrero de 1824 fue ascendido a capitán, se convirtió en Comodoro del Escuadrón Sur, y se embarcó en el bergantín Chimborazo, donde hizo izar su banderín, y realizó patrullas a lo largo de la costa peruana con siete transportes debidamente equipados y dispuesto a asistir en el traslado de tropas, cuando Bolívar, que se encontraba con su ejército en el Perú, lo requiriera. Bolívar con su ejército, derrotó a las fuerzas realistas en la Batalla de Junín el 6 de agosto de 1824. Luego de esto, Wright recibió instrucciones de dirigirse al Callao con una escuadra de cinco barcos y fue puesto a las órdenes de Almirante Martin Guise, jefe del Escuadrón Unido.
Las unidades Grancolombianas, que forman este escuadrón, participaron en algunas acciones navales contra los realistas y también en el bloqueo del Callao, el último bastión español en América del Sur.
Bolívar lo instaló como Comodoro del Escuadrón Pacífico Sur. Fue designado para comandar esta pequeña flota de barcos, incluidos Chimborazo, Guayaquileña, Pichincha y otros barcos menores en apoyo del Almirante Martín Guisa y se unió a la fuerza naval patriótica que bloqueaba el Callao. Wright, el almirante Martin Guise y un puñado de otros ex oficiales de la Royal Navy encabezaron el bloqueo del Callao que luchó con éxito contra el escuadrón naval español enviado para levantar el bloqueo de la ciudad sitiada. El primer barco bajo su mando fue el Guayaquileña, antes Lady Collier. Durante el bloqueo, los barcos realistas españoles con base en Callao intentaron ejecutar el bloqueo y escapar, y entraron en combate con la flota bloqueadora. Él era muy praised por su acción. Durante los intercambios, el bergantín "Chimborazo" de Wright sufrió tres impactos en la línea de flotación y chocó con el barco "Asia", pero se liberó y escapó. El bloqueo se mantuvo y Callao capituló a principios de 1826 y el dominio español en América del Sur llegó a su fin. Durante este período, Wright en "Chimborazo" se había vuelto personalmente cercano a Bolívar y lo transportó de puerto en puerto a lo largo de toda la costa del Pacífico. Bolívar, mientras estaba en el mar, corría el mayor riesgo de captura y era más vulnerable y sus ayudantes aconsejaron enfáticamente contra estos riesgos del viaje por mar. A pesar de esto, Bolívar continuó navegando con Wright, uno de sus oficiales originales en viajes de puerto a puerto.

## Padre fundador de la Armada del Ecuador

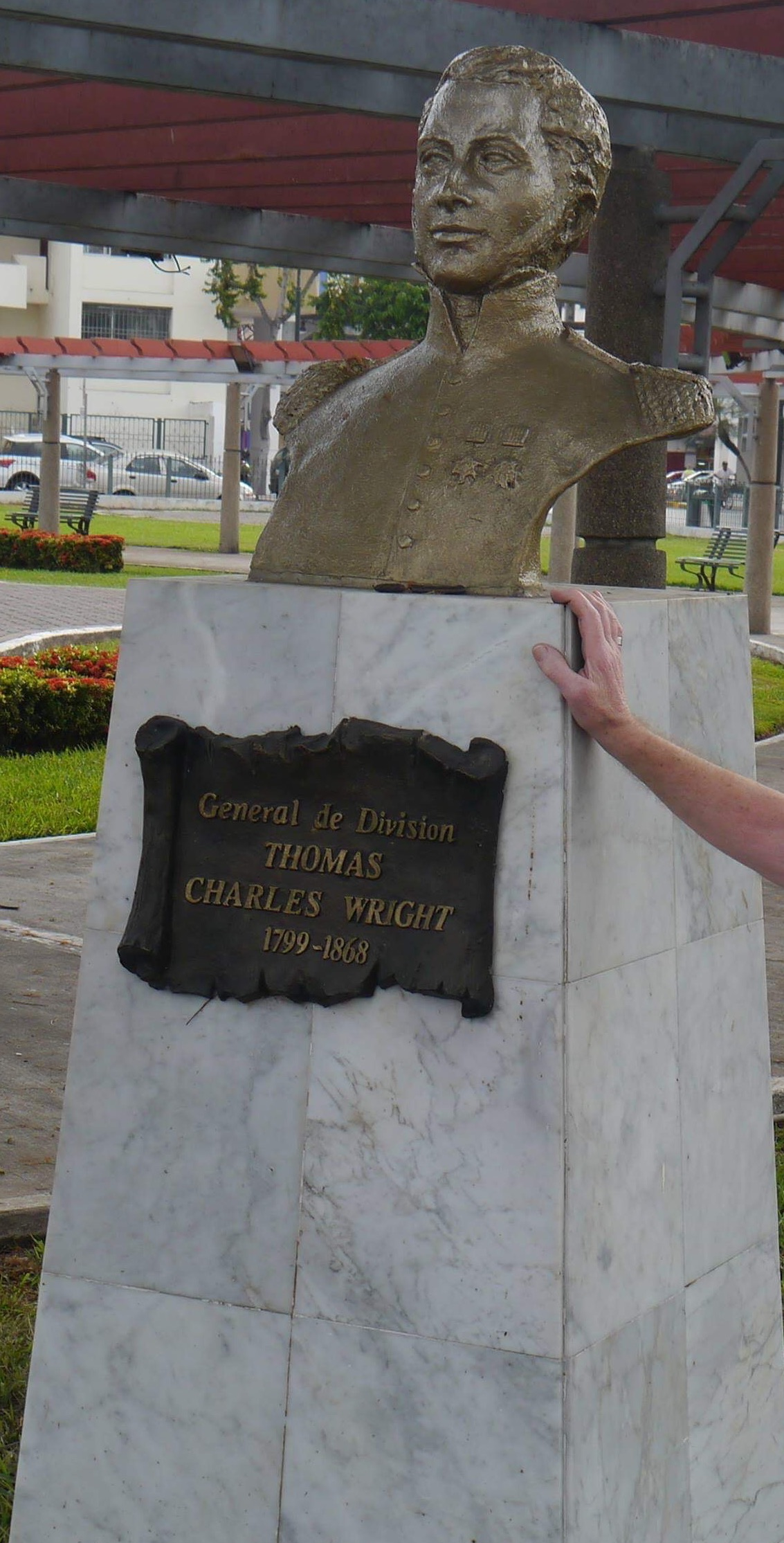
Almirante Thomas Charles Wright en Guayaquil

Las luchas revolucionarias por la independencia terminaron con el desarrollo de la liberación de los países de América del Sur, y Wright se estableció en Ecuador, donde ayudó a establecer la Armada ecuatoriana y ayudó a crear la escuela naval ecuatoriana que recibió su nombre.

## Después de la guerra de independencia con Perú
La caída y expulsión del poder colonial español más tarde condujo a disputas territoriales y nuevas guerras entre las naciones sudamericanas que alguna vez estuvieron unidas contra España. En 1827, el presidente peruano José de La Mar invadió Bolivia, luego invadió Ecuador.
Wright se había establecido en Ecuador después de la expulsión de los españoles y ahora asumía la causa de defender su nueva patria adoptiva. La armada de Wright peleó dos batallas con los peruanos en el Golfo de Guayaquil.

## Combate naval de Punta Malpelo
El presidente Bolívar resolvió declarar la guerra al Perú el 3 de junio de 1828. Antonio José de Sucre, quien había sido el presidente de Bolivia desde 1826, renunció a su cargo (bajo coacción) y fue nombrado Comandante del Ejército de Gran Colombia.
La declaración de guerra peruana contra Gran Colombia se produjo el 3 de julio de 1828 cuando el gobierno peruano, presidido por el presidente José de La Mar, ordenó la movilización de sus fuerzas terrestres y navales. El primer enfrentamiento del conflicto se produjo el 31 de agosto de ese año cuando la corbeta peruana Libertad, al mando de Carlos García del Postigo, se encontraba patrullando en aguas internacionales al oeste del Golfo de Guayaquil con el propósito de vigilar dicho puerto, fue atacado por los barcos grancolombianos Pichincha y Guayaquileña al mando de Thomas Charles Wright, frente a Punta Malpelo. Durante la batalla ambos bandos sufrieron fuertes pérdidas de vidas a bordo de sus buques. Wright resultó herido en el combate y se retiró con la goleta Guayaquileña a Puerto Bolívar para reparar sus averías y atender a sus heridos, mientras que Postigo también resultó lastimado del brazo y fue reemplazado en el mando de la corbeta Libertad por Juan José Panizo. La corbeta Pichincha debido a su lento andar y una ralentizada maniobra no llegó a participar activamente del combate, sublevándose y entregándose posteriormente en el puerto peruano de Paita. 

## Bloqueo y combate naval de Guayaquil
La escuadra peruana, comandada por el almirante Jorge Martín Guise, realizó una serie de incursiones en el área de Guayaquil antes de atacar directamente las defensas de la ciudad del 22 al 24 de noviembre de 1828. Buena parte de la artillería grancolombiana fue silenciada o destruida, el bergantín "Adela" hundido y la goleta "Guayaquileña" varada así como el malecón de la ciudad bombardeada por los buques peruanos, pero, en la noche del 24 de noviembre, la fragata peruana "Presidente" encalló, y los grancolombianos aprovecharon la situación para contraatacar.
Al amanecer, con la llegada de la marea alta, la fragata fue reflotada bajo fuego. Uno de los últimos disparos del francotirador enemigo alcanzó a Guise, hiriéndolo de muerte. El mando de la escuadra lo asumió su primer teniente, José Boterín, quien continuó el asedio. La ciudad finalmente se rindió el 19 de enero de 1829. Tras esta victoria, la corbeta Arequipeña y el bergantín Congreso se prepararon para ir a Panamá a rescatar un buque mercante peruano que había sido capturado por los grancolombianos. Guayaquil permanecería bajo ocupación peruana hasta el 21 de julio de 1829.

## Regreso al ejército

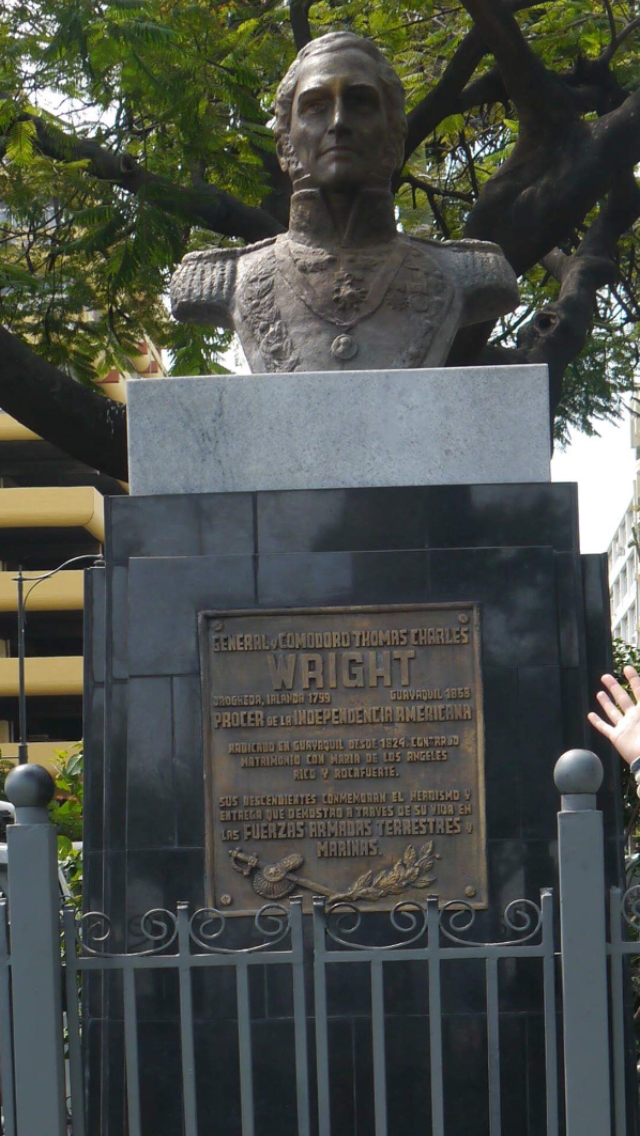
Memorial en una calle de la ciudad de Guayaquil

En 1829 volvió al ejército como coronel y fue nombrado ayudante de campo del general Sucre en Portete de Tarqui.

## Independencia de Ecuador
Ecuador se declaró república en 1830, aunque la región estaba completamente inestable con Perú y Colombia ambos reclamando partes de Ecuador como parte de su territorio. En este momento volvió a la Armada (con su propio colgante de oficial de bandera). También fue destinado al ejército con el grado de General de Brigada en 1830.

## Guerra civil
Dos presidentes inconstitucionales se habían declarado en el cargo: Rocafuerte y Valdivieso. Wright y Flores condujeron al ejército de Rocafuerte a una batalla decisiva que tuvo lugar en Minarica en 1835. Esta acción fue decisiva y derrotaron al general Barriga, quien era el apoyo de Valdivieso.La victoria garantizó la estabilidad y el futuro de Ecuador, con Rocafuerte convirtiéndose en presidente de Ecuador.

## Almirante de la Flota y General de Ejército

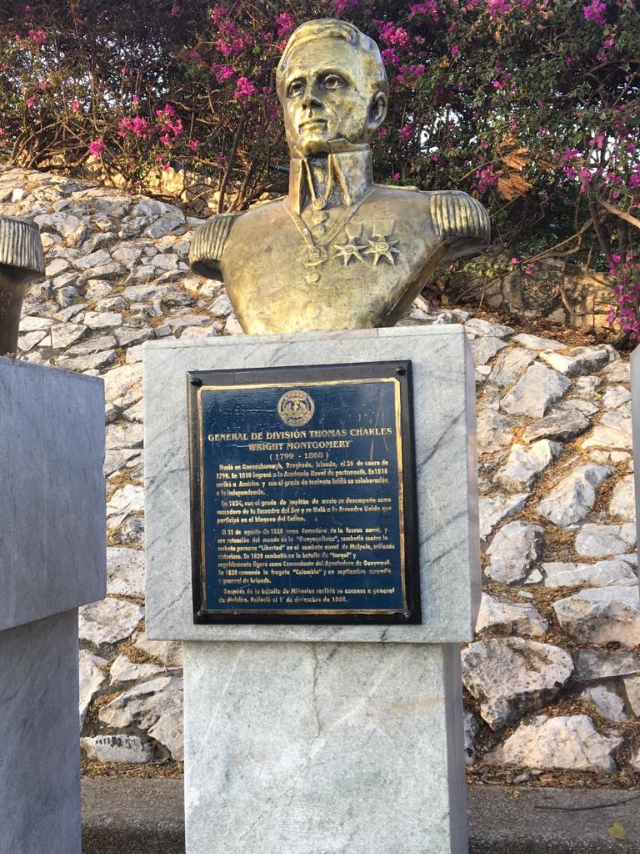
Almirante naval ecuatoriano Thomas Charles Wright

En 1835 fue Comandante del Apostadero, luego pasó a Comandancia General de la Marina por muchos años. Traducido al inglés, Comandante en Jefe de la Armada. No fundó la Escuela Naval Ecuatoriana, como tantas veces se cita incorrectamente. La universidad lleva su nombre. Fue el oficial al mando del Escuadrón Naval ecuatoriano antes de que Ecuador se convirtiera en República, por lo que se le considera uno de los padres fundadores de la Armada ecuatoriana. En este año también fue ascendido a General de División del Ejército.

## Nueva guerra civil y muerte
En 1845, las tropas al mando de Vicente Ramón Roca, Diego Noboa, José Joaquín de Olmedo iniciaron una revolución en contra del gobierno de Flores, en esto el general Wright a cargo de las tropas de Flores fue derrotado y obligado a exiliarse a Perú, pero regresó en 1860 para con la ayuda de los generales Gabriel García Moreno, Juan José Flores derrotó a los separatistas de Guillermo Franco Herrera en la Batalla de Guayaquil, en 1862, temeroso de la influencia y del prestigio de que gozaba en Guayaquil, García Moreno ordenó que sea tomado prisionero acusándolo de participar en diferentes conspiraciones; pero a pesar de los métodos empleados por parte del presidente para obtener una confesión, no obtuvo ningún resultado y fue dejado en libertad.
Murió en su casa de campo, cerca de Guayaquil, el 10 de diciembre de 1868

## Familia y matrimonio
Se casó con la sobrina del presidente Ángela Rico y Rocafuerte y tuvo cinco hijos. Enviudó en 1839. Luego se casó con María Josefa Rico y Rocafuerte en 1844. (La llamaban cariñosamente Pepita).

## Niños
- Roberto Wright Rico
- Delia Wright Rico
- Angelina Victoria Wright Rico
- Tomas Carlos Wright Rico (español para Thomas Charles)
- Eduardo Wright Rico

## Cronología de su carrera militar
- Royal Navy (Gran Bretaña e Irlanda).
  - Guardiamarina 1814
- British Legion Rifles Corp (ejército libertador de Simón Bolívar).
  - Subteniente. 1818
  - Teniente. 21 de abril de 1818
  - Capitán. septiembre de 1819
  - Teniente coronel. (promoción en funciones) 22 de febrero de 1822
  - Teniente coronel. promoción conferida enero de 1823
- Marina del Pacífico
  - Capitan del mar. febrero de 1824
  - Capitán del Apostadero de Guayaquil 1829
  - Coronel. 1829
  - Comodoro. Septiembre de 1830
  - 1er almirante de la Marina 1835
- Ejército Ecuatoriano
  - General de Brigada 1830
  - Comandante general Región Sur 1835
  - General de División. 18 de enero de 1835
  - Comandante general del Guayas. junio de 1837 al 7 de marzo de 1845
  - Gobernador por Guayaquil (Cargo Militar). 1843

## Condecoraciones y honores militares

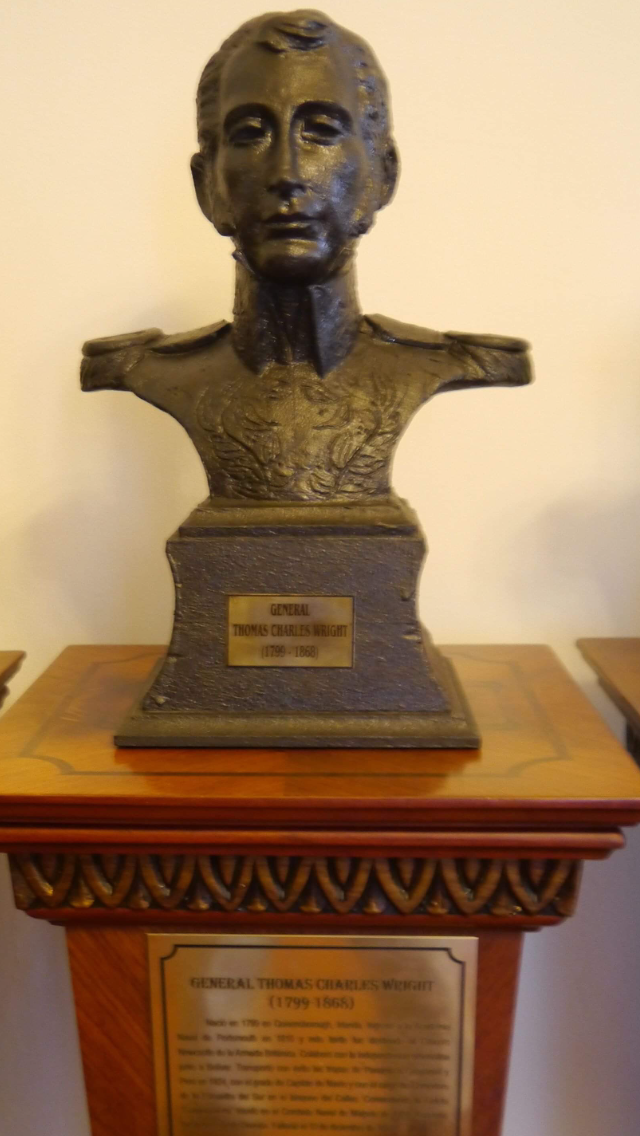
Busto del Almirante Wright en el Museo Naval de Guayaquil

Cruz Libertadores de Venezuela, Caracas, 1819
Cruz de Vencedores de Boyacá, Colombia, 1819
Cruz de Bombona, Quita, 1822,
Cruz de Avacucho, Perú, 1824

## Biografías
Thomas Charles Wright escribió un relato manuscrito de su vida en inglés que en la década de 1960 estaba en posesión de la familia. Fue traducido al español por Alberto Eduardo Wright y probablemente publicado de forma privada. §
Alberto Eduardo Wright (ed. y trad.) Destellos de Gloria. Biografía Sinlética de un Prócer de la Independencia, incorporando las "Reminiscencias" del General de División Don Tomás Carlos Wright, Argentina, sin editorial, 1949.
Su vida ha sido registrada en dos libros publicados.
1, Biografía Del General Almirante – Tomas Carlos Wright. 1994.
2, Palmas Para Mi General – Virginia Salazar Wright. 2018.

## Legado y memoriales

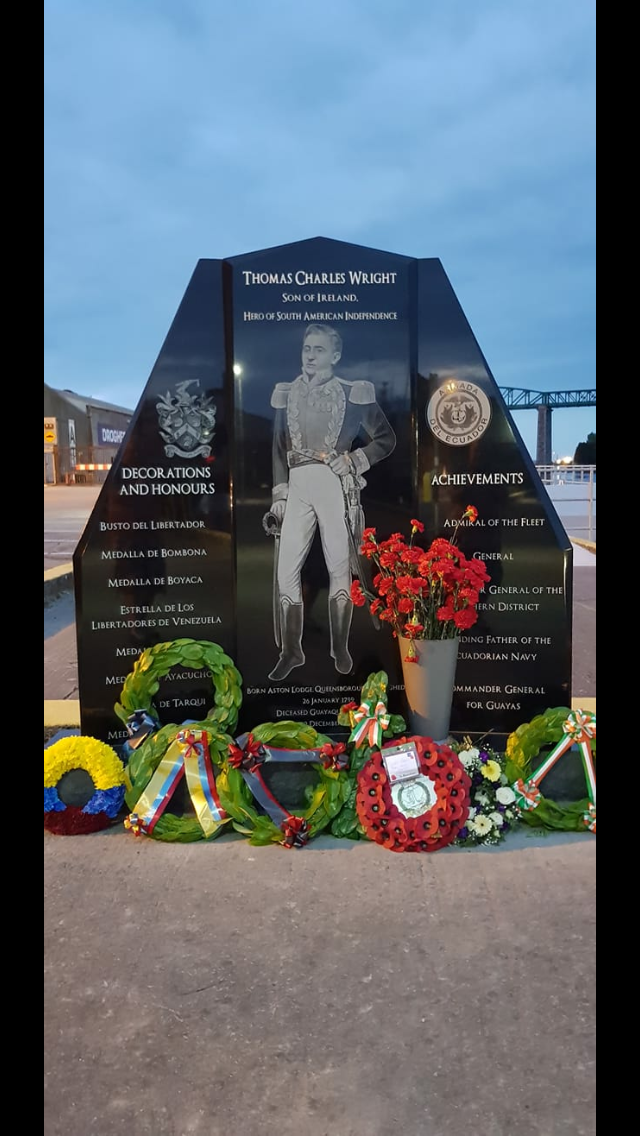
Thomas Charles Wright memorial Drogheda

-Apareció en varios sellos postales de Ecuador
-Una medalla de bronce fue acuñada en 1968 por un comité conmemorativo en 1968
-El colegio naval de la Armada del Ecuador lleva el nombre del Almirante Wright
-Una Escuela Secundaria en Guayaquil lleva su nombre.
-Dos retratos suyos cuelgan en el Museo Naval de Guayaquil, Ecuador.
-En 1972 y 1999 Correos del Ecuador emitió sellos postales en su honor.
-Hay varios bustos y estatuas en Ecuador en su honor
-Hay un monumento de mármol junto al río de 6 pies en Drogheda, Irlanda.
-La clase Cadet 2018 de la Armada irlandesa lleva su nombre.
-Hay una placa conmemorativa en la pared de su antigua casa en Aston Lodge, Queensboro, Drogheda.
-Hay un gabinete de Thomas Charles Wright en el Museo Millmount en Drogheda que incluye un modelo de su primer barco en exhibición en el Museo Millmount, Drogheda junto con una bandera ecuatoriana bordada a mano.
-En 2018, el comité conmemorativo de Thomas Charles Wright en Ecuador encargó una medalla de bronce en su honor.
-En 2018, Dos HemBodega isferios en Ecuador lanzó un vino tinto de colección privada llamado Admirante: Admiral Thomas Charles Wright
-En 1019, el centro Thomas Charles Wright abrió sus puertas en Merchants Quay en Drogheda, en un antiguo edificio del siglo XVIII de cuatro pisos. El centro alberga el ELI (English Language College).
-En 2019, Hay un programa de becas Thomas Charles Wright en el Colegio Naval de Ecuador. Los dos mejores estudiantes que se gradúan anualmente reciben el premio Thomas Charles Wright, que dura ocho semanas en Drogheda, Irlanda, para estudiar inglés.